# وارطان هایگازان
وارطان هایگازان (ارمنی: Վարդան Հայկազն؛  زاده  - درگذشته )، شاعر سده‌های یازدهم و دوازدهم میلادی اهل ارمنستان بود.

## زندگی‌نامه
وی در سده ۱۱ میلادی به دنیا آمد . وی در سده دوازدهم میلادی درگذشت.